# Cornutiplusia
Cornutiplusia är ett släkte av fjärilar som beskrevs av Andrzej Samuel Kostrowicki, 1961. Cornutiplusia ingår i familjen nattflyn, Noctuidae.

## Dottertaxa tillCornutiplusia, i alfabetisk ordning[1][2]
- Cornutiplusia circumflexa (Linnaeus, 1767), Marmormetallfly
  - Cornutiplusia circumflexa clarescens Pinker & Bacallado, 1975